# フランクリン・ファーナム
フランクリン・ファーナム（Franklyn Farnum, 1878年6月5日 - 1961年7月4日）は、アメリカ合衆国の俳優である。本名ウィリアム・スミス（William Smith）。

## 人物・来歴
1878年（明治11年）6月5日、マサチューセッツ州ボストンに生まれる。
12歳となる1890年（明治23年）ころからヴォードヴィルの舞台に立ち、満34歳となった1913年（大正2年）、ニューヨーク・ブロードウェイのブロードウェイ劇場（現存せず）で、ミュージカル Somewhere Else の舞台に立った記録がある。
1897年（明治30年）、メアリー・E・ケイシーと結婚、1898年（明治31年）3月3日、ボストンで長女のマーサ・リリアン・スミスが生まれたが、1900年（明治33年）に夫婦は離別（生死別は不明）している。
1916年（大正5年）、ユニヴァーサル・フィルム・マニュファクチュアリング・カンパニー（現在のユニバーサル・ピクチャーズ）に入社、同社傘下のレックス・モーション・ピクチャー製作、ウィリアム・ウォーシントン監督、ベス・メレディス脚本の短篇映画 The Heart of a Show Girl に主演して、映画界にデビューする。同年、同社傘下に設立されたブルーバード映画で、ウォーシントン監督の『死の舞踏』でドロシー・クラークと共演、『旅の人』、『悪魔の勘定日』、The Man Who Took a Chance, The Clock, Bringing Home Father, 『力の勝利』、The Clean-Up, に立て続けに主演、エルマー・クリフトン監督の A Stormy Knight, ジョセフ・ド・グラス監督の『恐ろしき里』、『故郷の空』、 『黒き雨』、『誰の手に』、リン・F・レイノルズ監督の『錦繍の楔』、ダグラス・ジェラード監督の『報酬五千弗』、『秘密の家』、ふたたびド・グラス監督の『靈の導き』と、1918年（大正7年）までに主演を続け、5作を除いたすべてが日本でも公開された。2人目の妻イーディスとの結婚・離別の時期は不明であるが、満40歳となった同年6月14日、19歳年下で当時21歳の女優アルマ・ルーベンスと3度目の結婚、翌月には離婚している。
1919年（大正8年）にはユニヴァーサルを去り、キャニオン・ピクチャーズで短篇や長篇の西部劇に主演するほか、1925年（大正14年）まで小プロダクションで多くの西部劇に主演する。1927年（昭和2年）に出演した Pals of the West が最後のサイレント映画であった。
満52歳を迎える1930年（昭和5年）、映画界に復帰、トーキーに出演し始めるが、主演級の役どころはすでに得られなくなっていた。50代後半以降も多くの映画出演を続け、ほとんどがクレジットされない端役やエキストラばかりであったが、最晩年に至るまで、およそ370作に顔を出し、生涯に出演した作品数はおよそ500作を数える。
1961年（昭和36年）1月に公開されたジョージ・マーシャル監督の『嬉し泣き』が最後の出演作となり、クレジットのない出演であったが劇場主の役を演じている。癌を患ったファーナムは、同年7月4日、カリフォルニア州ロサンゼルス市ウッドランド・ヒルズの病院で死去した。満83歳没。同州同市ノース・ハリウッドにあるヴァルハラ・メモリアル・パーク墓地に眠る。

## おもなフィルモグラフィ
すべて出演作である。約500作にものぼる出演作のうち、主演俳優として活躍したサイレント時代を詳述、トーキーとなり、ノンクレジットの端役・エキストラ出演が中心となる1936年 - 1961年の時期の約370作は、おもなものに留めた。

### 1910年代
- The Heart of a Show Girl : 監督ウィリアム・ウォーシントン、脚本ベス・メレディス、1916年 - 主演（初出演作）
- 『死の舞踏』 Love Never Dies : 監督ウィリアム・ウォーシントン、主演ドロシー・クラーク、1916年 - 出演・役 Felix, the Man
- 『旅の人』 A Stranger from Somewhere : 監督ウィリアム・ウォーシントン、1916年 - 主演
- 『誘惑』 The Woman He Feared : 監督ハリー・ミラード、1916年
- Little Partner : 監督ウィリアム・ウォーシントン、1916年 - 主演
- 『悪魔の勘定日』 The Devil's Pay Day : 監督ウィリアム・ウォーシントン、1917年 - 主演・役 Gregory Van Houten
- The Man Who Took a Chance : 監督ウィリアム・ウォーシントン、1917年 - 主演・役 Monty Gray
- The Clock : 監督ウィリアム・ウォーシントン、1917年 - 主演・役 Jack Tempest
- Bringing Home Father : 監督ウィリアム・ウォーシントン、1917年 - 主演・役 Peter Drake
- 『力の勝利』 The Car of Chance : 監督ウィリアム・ウォーシントン、1917年 - 主演・役 Arnold Baird
- The Clean-Up : 監督ウィリアム・ウォーシントン、1917年 - 主演・役 Stuart Adams
- 『嵐の夜』 The Empty Gun : 監督ジョセフ・ド・グラス、1917年 - 主演・役 Robber
- A Stormy Knight : 監督エルマー・クリフトン、1917年 - 主演・役 John Winton
- 『恐ろしき里』 Anything Once : 監督ジョセフ・ド・グラス、1917年 - 主演・役 Theodore Crosby
- 『故郷の空』 The Winged Mystery : 監督ジョセフ・ド・グラス、1917年 - 主演・役 Capt. August Sieger/Louis Siever
- 『黒き雨』 The Scarlet Car : 監督ジョセフ・ド・グラス、1917年 - 主演・役 Billy Winthrop
- 『誰の手に』 The Fighting Grin : 監督ジョセフ・ド・グラス、1918年 - 主演・役 Billy Kennedy
- 『錦繍の楔』 Fast Company : 監督リン・F・レイノルズ、1918年 - 主演・役 Lawrence Percival Van Huyler
- 『報酬五千弗』 $5,000 Reward : 監督ダグラス・ジェラード、1918年 - 主演・役 Dick Arlington
- 『秘密の家』 The Empty Cab : 監督ダグラス・ジェラード、1918年 - 主演、1918年 - 出演・役 Henry Egbert Xerxes
- In Judgment of... : 監督ジョージ・D・ベイカー / ウィル・S・デービス、1918年 - 出演・役 Dr. John O'Neill
- 『靈の導き』 The Rough Lover : 監督ジョセフ・ド・グラス、1918年 - 主演・役 Richard Bolton/Spike O'Brien
- 『虚栄の渦巻』 The Vanity Pool : 監督アイダ・メイ・パーク、主演メアリー・マクラレン、1918年 - 出演・役 Drew Garrett
- The Desert Rat : 監督レオン・ド・ラ・モート、1919年 - 主演・役 Steve Lanyon/The Desert Rat
- The Two Doyles : 監督レオン・ド・ラ・モート、1919年 - 主演・役 Donald Doyle/Jerry Doyle
- Go-Get-Em Garringer : 監督レオン・ド・ラ・モート、1919年 - 主演・役 Garringer
- Hell's Fury Gordon : 監督レオン・ド・ラ・モート、1919年 - 主演
- Vengeance and the Girl : 監督レオン・ド・ラ・モート、1919年 - 主演・役 Jim Westgard Jr.
- The Uphill Climb : 監督レオン・ド・ラ・モート、1919年 - 主演・役 Ford Cameron
- The Puncher and the Pup : 監督レオン・ド・ラ・モート、1919年 - 主演
- Shackles of Fate : 監督不明、1919年 - 主演
- When Pals Fall Out : 監督レオン・ド・ラ・モート、1919年 - 主演・役 Lonesome
- The Virtuous Model : 監督アルベール・カペラーニ、主演ドロレス・キャッシネリ、1919年 - 出演・役 Edward Dorin
- Brother Bill : 監督レオン・ド・ラ・モート、1919年 - 主演・役 William 'Bill' Dexter
- Breezy Bob : 監督レオン・ド・ラ・モート、1919年 - 主演
- Cupid's Roundup : 監督不明、1919年 - 主演
- The Cowboy and the Rajah : 監督レオン・ド・ラ・モート、1919年 - 主演

### 1920年代
- 『迷路の秘密』 Vanishing Trails : 監督レオン・ド・ラ・モート、1920年 - 出演・役 Silent Joe
- 『偉駄天騎手』 The Galloping Devil : 監督ネイト・ワット、1920年 - 主演・役 Andy Green
- The Land of Jazz : 監督ジュールス・ファースマン、1920年 - 出演・役 Undetermined Role
- 『強敵逆落し』 The Fighting Stranger : 監督ウェブスター・カリソン、1921年 - 主演・役 Australia Joe
- The Hunger of the Blood : 監督ネイト・ワット、1921年 - 主演・役 Maslun
- The Last Chance : 監督ウェブスター・カリソン、1921年 - 主演・役 Rance Sparr
- 『意気沖天』 The Raiders : 監督ネイト・ワット、1921年 - 主演・役 Pvt. Fitzgerald, RCMP
- 『奇襲猛襲』 The Struggle : 監督オットー・レデラー、1921年 - 出演・役 Dick Storm
- The White Masks : 監督ジョージ・ホルト、1921年 - 出演・役 Jack Bray
- So This Is Arizona : 監督フランシス・フォード、1922年 - 主演・役 Norman Russell
- Smiling Jim : 監督ジョセフ・フランツ、1922年 - 主演・役 Smiling Jim/Frank Harmon
- 『東部対西部』 When East Comes West : 監督B・リーブス・イースン、1922年 - 主演・役 Jones
- Texas : 監督ウィリアム・バートラム、1922年 - 主演
- Trail's End : 監督フランシス・フォード、1922年 - 主演・役 Wilder Armstrong
- Angel Citizens : 監督フランシス・フォード、1922年 - 主演・役 Frank Bartlett
- Gun Shy : 監督アラン・ジェームズ、1922年 - 主演・役 James Brown
- Gold Grabbers : 監督フランシス・フォード、1922年 - 主演
- The Firebrand : 監督アラン・ジェームズ、1922年 - 主演・役 Bill Holt
- Cross Roads : 監督フランシス・フォード、1922年 - 主演・役 The Hero
- Wolves of the Border : 監督アラン・ジェームズ、1923年 - 主演
- The Man Getter : 監督不明、1923年 - 主演
- It Happened Out West : 監督不明、1923年 - 主演
- A Desperate Adventure : 監督J・P・マッゴワン、1924年 - 主演
- Two Fisted Tenderfoot : 監督J・P・マッゴワン、1924年 - 主演
- Baffled : 監督J・P・マッゴワン、1924年 - 主演
- Crossed Trails : 監督J・P・マッゴワン、1924年 - 主演・役 Tom Dawson
- Western Vengeance : 監督J・P・マッゴワン、1924年 - 主演・役 Jack Caldwell
- Calibre 45 : 監督J・P・マッゴワン、1924年 - 主演
- 『鉄挙王』 Battling Brewster : 監督デル・ヘンダーソン、1924年 - 主演・役 Battling Jack Brewster
- Courage : 監督J・P・マッゴワン、1924年 - 主演
- The Gambling Fool : 監督J・P・マッゴワン、1925年 - 主演・役 Jack Stanford
- Border Intrigue : 監督J・P・マッゴワン、1925年 - 主演・役 Tom Lassen
- The Drug Store Cowboy : 監督パーク・フレーム、1925年 - 主演・役 Marmaduke Grandon
- The Bandit Tamer : 監督不明、1925年 - 主演
- Rough Going : 監督ウォーリー・ヴァン、1925年 - 主演・役 Franklyn Farnum
- Two Gun Sap : 監督不明、1925年 - 主演
- Double-Barreled Justice : 監督不明、1925年 - 主演
- The Train Wreckers : 監督J・P・マッゴワン、主演ヘレン・ホームズ 、1925年
- Pals of the West : 監督不明、主演ハル・タリアフェロー、1927年

### 1930年代
- 『娘喜べ水兵上陸』 Dames Ahoy : 監督ウィリアム・ジェームズ・クラフト、1930年 - ノンクレジット出演・役 Master of Ceremonies
- Beyond the Rio Grande : 監督ハリー・S・ウェッブ、1930年 - 出演・役 Joe Kemp
- Beyond the Law : 監督J・P・マッゴワン、1930年 - 出演・役 Army Lieutenant
- 『サァド・アラアム』 The Third Alarm : 監督エモリー・ジョンソン、1930年 - 出演・役 Fire Department Captain
- 『禁酒天国』 See America Thirst : 監督ウィリアム・ジェームズ・クラフト、1930年 - ノンクレジット出演・役 Master of Ceremonies
- Hell's Valley : 監督アラン・ジェームズ、1931年 - 出演・役 Manuel Valdez
- 『野蛮な紳士』 Three Rogues : 監督ベンジャミン・ストロフ、1931年 - 出演・役 Nelson
- Leftover Ladies : 監督アール・C・ケントン、1931年 - 出演・役 Benson
- Oklahoma Jim : 監督ハリー・L・フレイザー、1931年 - 出演・役 Army Captain
- Battling with Buffalo Bill : 監督レイ・テイラー、1931年 - ノンクレジット出演・役 Unseen
- Human Targets : 監督J・P・マッゴワン、1932年 - 出演・役 Sheriff
- Mark of the Spur : 監督J・P・マッゴワン、1932年 - 出演・役 Sheriff Jake Ludlow
- 『テキサス無頼漢』 The Texas Bad Man : 監督エドワード・レムル、1932年 - ノンクレジット出演・役 Slim
- The Reckless Rider : 監督アーマンド・シェーファー、1932年 - 出演・役 Sheriff
- The Honor of the Press : 監督B・リーブス・イースン、1932年 - 出演・役 Mr. Sampson, publisher of 'The Herald'
- Neighbors' Wives : 監督B・リーブス・イースン、1933年 - ノンクレジット出演・役不明
- Border Guns : 監督ロバート・J・ホーナー、1934年 - 出演・役 Fred Palmer
- Romance Revier : 監督ハリー・S・ウェッブ、1934年 - 出演・役 Bill Shelby
- 『栄光の曠野』 Honor of the Range : 監督アラン・ジェームズ、1934年 - 出演・役 Saloonkeeper
- Arizona Cyclone : 監督ロバート・エメット・タンゼー、1934年 - 出演・役 Carter, the Banker
- Carrying the Mail : 監督ロバート・エメット・タンゼー、1934年 - 出演・役 Frank
- Desert Man : 監督ロバート・エメット・タンゼー、1934年 - 出演・役 Henchman Frank
- Pals of the West : 監督ロバート・エメット・タンゼー、1934年 - 出演・役 Sheriff Ed Dawson
- 『死の本塁打』 Death on the Diamond : 監督エドワード・セジウィック、1934年 - ノンクレジット出演・役 Fan
- The Lone Rider : 監督ロバート・エメット・タンゼー、1934年 - 出演・役 Gore
- West on Parade : 監督バーナード・B・レイ、1934年 - 出演・役 Joe Ackroyd
- West of the Law : 監督ロバート・エメット・タンゼー、1934年 - 出演・役 Green, gang leader
- Frontier Days : 監督ロバート・F・ヒル、1934年 - 出演・役 George Wilson
- 『カレッヂ・リズム』 College Rhythm : 監督ノーマン・タウログ、1934年 - ノンクレジット出演・役 Man in Closet
- Loser's End : 監督バーナード・B・レイ、1935年 - ノンクレジット出演・役 Bartender
- Desert Mesa : 監督ヴィクター・アダムソン、1935年 - 出演・役 Jones
- The Spirit of 1976 : 監督レイ・ジェイスン、1935年 - ノンクレジット出演・端役
- 『ゴールド・ディガース36年』 Gold Diggers of 1935 : 監督バスビー・バークレー、1935年 - ノンクレジット出演・役 Bartender
- The Cowboy and the Bandit : 監督アルバート・ハーマン、1935年 - 出演・役 Crooked Dealer
- The Ghost Rider : 監督ジャック・ジェヴン、1935年 - 出演・役 Jim Bullard
- Fighting Caballero : 監督エルマー・クリフトン、1935年 - 出演・役 Bartender
- 『銀の銃弾』 The Silver Bullet : 監督バーナード・B・レイ、1935年 - 出演・役 Marshal Joe Mullane
- 『疾風無敵男』 Hop-a-long Cassidy : 監督ハワード・ブレザートン、1935年 - 出演・役 Doc Riley
- The Crusades : 監督セシル・B・デミル、1935年 - ノンクレジット出演
- Page Miss Glory : 監督マーヴィン・ルロイ、1935年 - ノンクレジット出演・役 Dance Extra
- 『硝煙牧場』 Powdersmoke Range : 監督ウォーレス・フォックス、1935年 - 出演・役 Jim Reece
- 『水煙一万浬』 Super-Speed : 監督ランバート・ヒルヤー、1935年 - 出演・役 Ralph Gray
- 『驀走検察隊』 Lawless Riders : 監督スペンサー・ゴードン・ベネット、1935年 - ノンクレジット出演・役 Townsman
- What Becomes of the Children? : 監督ウォルター・シャムウェイ、1936年 - 出演 Shelby
- 『ゾラの生涯』 The Life of Emile Zola : 監督ウィリアム・ディターレ、1937年 - ノンクレジット出演
- 『駅馬車』 Stagecoach : 監督ジョン・フォード、1939年 - ノンクレジット出演・役 Deputy Frank

### 1940年代
- 『群衆』 Meet John Doe : 監督フランク・キャプラ、1941年 - ノンクレジット出演・端役
- 『凱旋の英雄万歳』 Hail the Conquering Hero : 監督プレストン・スタージェス、1944年 - ノンクレジット出演・役 Town Councilman
- 『失われた週末』 The Lost Weekend : 監督ビリー・ワイルダー、1945年 - ノンクレジット出演・役 Concert Attendee
- 『ジョルスン物語』 The Jolson Story : 監督アルフレッド・E・グリーン、1946年 - ノンクレジット出演・役 観客エキストラ
- 『チャップリンの殺人狂時代』 Monsieur Verdoux : 監督チャールズ・チャップリン、1947年 - ノンクレジット出演・役 Victim of the Stock Market Crash
- 『紳士協定』 Gentleman's Agreement : 監督エリア・カザン、1947年 - ノンクレジット出演・パーティ客役
- 『南米珍道中』 Road to Rio : 監督ノーマン・Z・マクロード、1947年 - ノンクレジット出演・役 Ship Lounge のエキストラ
- 『ママの想い出』 I Remember Mama : 監督ジョージ・スティーヴンス、1948年 - ノンクレジット出演・役 Man
- 『ジョニー・ベリンダ』 Johnny Belinda : 監督ジーン・ネグレスコ、1948年 - ノンクレジット出演・役 Man on Jury
- 『ケンタッキー魂』 The Fighting Kentuckian : 監督ジョージ・ワグナー、1949年 - ノンクレジット出演・役 DeMarchand のパーティ客

### 1950年代
- 『サンセット大通り』 Sunset Boulevard : 監督ビリー・ワイルダー、1950年 - 出演・役 Undertaker
- 『イヴの総て』 All About Eve : 監督ジョセフ・L・マンキーウィッツ、1950年 - ノンクレジット出演・役 Sarah Siddons Awards の客
- 『ジャッキー・ロビンソン物語』 The Jackie Robinson Story : 監督アルフレッド・E・グリーン、1950年 - ノンクレジット出演・役 Baseball Fan in Stands
- 『見知らぬ乗客』 Strangers on a Train : 監督アルフレッド・ヒッチコック、1951年 - ノンクレジット出演・パーティ客役
- 『地球の静止する日』 The Day the Earth Stood Still : 監督ロバート・ワイズ、1951年 - ノンクレジット出演・役 Office Building Corridor のエキストラ
- 『花婿来たる』 Here Comes the Groom : 監督フランク・ キャプラ、1951年 - ノンクレジット出演・役 Passenger on airplane
- 『黄昏』 Carrie : 監督ウィリアム・ワイラー、1952年 - ノンクレジット出演・役 Restaurant Patron
- 『悪人と美女』 The Bad and the Beautiful : 監督ヴィンセント・ミネリ、1952年 - ノンクレジット出演・役 Assistant on Set
- 『原子怪獣現わる』 The Beast from 20,000 Fathoms : 監督ユージン・ルーリー、1953年 - ノンクレジット出演・役 Ballet-Goer
- The Long, Long Trailer : 監督ヴィンセント・ミネリ、1953年 - ノンクレジット出演・役 Trailer Party のエキストラ
- 『スタア誕生』 A Star Is Born : 監督ジョージ・キューカー、1954年 - ノンクレジット出演・役 Ray - Film's Scorer
- 『ホワイト・クリスマス』 White Christmas : 監督マイケル・カーティス、1954年 - ノンクレジット出演・役 Carousel Club のエキストラ
- 『意外な犯行』 Black Widow : 監督ナナリー・ジョンソン、1954年 - ノンクレジット出演・パーティ客役
- 『エデンの東』 East of Eden : 監督エリア・カザン、1955年 - ノンクレジット出演・役 Townsman at Carnival
- 『野郎どもと女たち』 Guys and Dolls : 監督ジョセフ・L・マンキーウィッツ、1955年 - ノンクレジット出演・役 Spectator at 'Pet Me Poppa' Number
- 『十戒』 The Ten Commandments : 監督セシル・B・デミル、1956年 - ノンクレジット出演・役 High Official
- 『80日間世界一周』 Around the World in Eighty Days : 監督マイケル・アンダーソン、1956年 - ノンクレジット出演・役 エキストラ
- 『OK牧場の決斗』 Gunfight at the O.K. Corral : 監督ジョン・スタージェス、1957年 - ノンクレジット出演・役 サロンのギャンブル客のエキストラ
- 『いとしの殿方』 My Man Godfrey : 監督ヘンリー・コスター、1957年 - ノンクレジット出演・役 Scavenger Hunt のエキストラ
- 『闇に響く声』 King Creole : 監督マイケル・カーティス、1958年 - ノンクレジット出演・役 Drugstore Lunch Counter Patron
- 『夜を楽しく』 Pillow Talk : 監督マイケル・ゴードン、1959年 - ノンクレジット出演・役 Nightclub のエキストラ

### 1960年代
- 『ペペ』 Pepe : 監督ジョージ・シドニー、1960年 - ノンクレジット出演・役 Sands Patron
- 『嬉し泣き』 Cry for Happy : 監督ジョージ・マーシャル、1961年 - ノンクレジット出演・役 Theatre Patron

## 関連事項
- ウッドランド・ヒルズ (ロサンゼルス市) （en:Woodland Hills, Los Angeles, California）
- ノース・ハリウッド （en:North Hollywood, Los Angeles）
- ヴァルハラ・メモリアル・パーク墓地 （en:Valhalla Memorial Park Cemetery）
- レオン・ド・ラ・モート （en:Leon De La Mothe）
- ウィル・S・デービス （en:Will S. Davis）
- ジョージ・ホルト (俳優) （en:George Holt (actor)）
- ハリー・L・フレイザー （en:Harry L. Fraser）
- ロバート・J・ホーナー （en:Robert J. Horner）

## 註
1. 1 2 3 4 5 6 7 8 9 10 11 12 13 14 15  Franklyn Farnum, Internet Movie Database （英語）, 2010年6月17日閲覧。
2. ↑  Broadway Theatre, Internet Broadway Database （英語）, 2010年6月17日閲覧。
3. ↑  Franklyn Farnum, Internet Broadway Database （英語）, 2010年6月17日閲覧。
4. ↑  『ブルーバード映画の記録』 : 製作・著・発行山中十志雄・塚田嘉信、1984年4月、p.60-63.
5. ↑  Canyon Pictures Corporation - IMDb（英語）, 2010年6月17日閲覧。
6. ↑  Franklyn Farnum, Find A Grave （英語）, 2010年6月17日閲覧。